# Robert Spencer, 4. Earl of Sunderland
Robert Spencer, 4. Earl of Sunderland (* 24. Oktober 1701 in Althorpe, Northamptonshire; † 15. September 1729 in Paris) war ein britischer Peer und Politiker.

## Leben
Er war der älteste Sohn des Charles Spencer, 3. Earl of Sunderland, aus dessen zweiter Ehe mit Lady Anne Churchill, der zweiten Tochter von John Churchill, 1. Duke of Marlborough. Als Heir apparent seines Vaters führte er von 1702 bis 1722 den Höflichkeitstitel Lord Spencer.
Beim Tod seines Vaters erbte er 1722 dessen Adelstitel als 4. Earl of Sunderland und 6. Baron Spencer und wurde dadurch Mitglied des House of Lords.
Bei der Krönung König Georgs II. übte er 1727 das Zeremonialamt des Lord Grand Carver of England aus.
1729 befand er sich auf einer Grand Tour in Frankreich, als er in Paris an einem Fieber erkrankte und starb. Sein Leichnam wurde nach England überführt und am 7. Oktober 1729 in der Gruft seiner Familie in Great Brington, Northamptonshire, bestattet. Da er unverheiratet und kinderlos blieb, erbte sein nächstjüngerer Bruder Charles seine Adelstitel.